# Profiles
Profiles é um álbum solo de Nick Mason, ex- baterista do Pink Floyd, produzido juntamente com Rick Fenn.
Lançado em 1985, é quase que inteiramente instrumental, exceto duas faixas, Lie for a Lie apresentando o cantor, guitarrista e compositor do Pink Floyd, David Gilmour, além de Mike Oldfield e Maggie Reilly, cantora dos anos 1980. Conta ainda com a música Israel, cantada pelo tecladista da banda UFO, Danny Peyronel.

## Músicas
- 01. Malta (Fenn / Mason) - 6:00
- 02. Lie For A Lie (Fenn / Mason / Peyronel) - 3:16
- 03. Rhoda (Fenn / Mason) - 3:22
- 04. Profiles 1 – 2 (Fenn / Mason) - 9:58
- 05. Israel (Fenn / Peyronel) - 3:30
- 06. And The Address (Fenn / Mason) - 2:45
- 07. Mumbo Jumbo (Fenn / Mason) - 2:45
- 08. Zip Code (Fenn / Mason) - 2:45
- 09. Black Ice (Fenn / Mason) - 2:45
- 10. At The End Of The Day (Fenn / Mason) - 2:45
- 11. Profiles – 3 (Fenn / Mason) - 2:45